# Wu Shuijiao
Wu Shuijiao (chiń. 吴水娇; ur. 19 czerwca 1991 w Xinyi) – chińska lekkoatletka startująca głównie w biegach płotkarskich (na dystansie 60 i 100 m), złota medalistka mistrzostw Azji na stadionie i w hali, złota medalistka igrzysk azjatyckich, uczestniczka mistrzostw świata i igrzysk olimpijskich.

## Przebieg kariery
W 2009 uczestniczyła w Chińskich Igrzyskach Narodowych, na których zajęła 8. pozycję w biegu na 100 m ppł. Rok później została dwukrotną medalistką rozgrywanych w Hanoi mistrzostw Azji U-20. Startowała na mistrzostwach Azji w Kobe, w finale zajęła dopiero 7. pozycję w biegu na 100 m ppł. W 2012 wywalczyła złoty medal halowych mistrzostw Azji, a wynikiem 8,24 s ustanowiła nowy rekord czempionatu. Brała udział w mistrzostwach świata w Moskwie, występ zakończyła w fazie eliminacji, w której zajęła 6. pozycję. W 2014 obroniła tytuł halowej mistrzyni Azji, czasem 8,02 s ustanowiła nowy rekord Chin; jak również sięgnęła po złoty medal igrzysk azjatyckich. Zdobyła złoty medal mistrzostw Azji rozgrywanych w Wuhan w czerwcu 2015, a prawie trzy miesiące później ponownie uczestniczyła w mistrzostwach świata (tym razem zajęła 7. pozycję w półfinale).
Brała udział w igrzyskach olimpijskich w Rio de Janeiro. Odpadła ona w fazie eliminacji, zajmując w swej kolejce 4. pozycję z rezultatem czasowym 13,03 s.

## Osiągnięcia
| Rok     | Zawody                      | Miasto         | Miejsce | Konkurencja                | Wynik |
| ------- | --------------------------- | -------------- | ------- | -------------------------- | ----- |
| 2010    | Mistrzostwa Azji juniorów   | Hanoi          | 1.      | bieg na 100 m przez płotki | 13,77 |
| 2010    | Mistrzostwa Azji juniorów   | Hanoi          | 2.      | sztafeta 4 × 100 m         | 45,87 |
| 2011    | Mistrzostwa Azji            | Kobe           | 7.      | bieg na 100 m przez płotki | 13,51 |
| 2012    | Halowe mistrzostwa Azji     | Hangzhou       | 1.      | bieg na 60 m przez płotki  | 8,24  |
| 2013    | Mistrzostwa świata          | Moskwa         | 6. H    | bieg na 100 m przez płotki | 13,29 |
| 2013    | Igrzyska Azji Wschodniej    | Tiencin        | 1.      | bieg na 100 m przez płotki | 12,93 |
| 2014    | Halowe mistrzostwa Azji     | Hangzhou       | 1.      | bieg na 60 m przez płotki  | 8,02  |
| 2014    | Igrzyska azjatyckie         | Inczon         | 1.      | bieg na 100 m przez płotki | 12,72 |
| 2015    | Mistrzostwa Azji            | Wuhan          | 1.      | bieg na 100 m przez płotki | 13,12 |
| 2015    | Mistrzostwa świata          | Pekin          | 7. SF   | bieg na 100 m przez płotki | 13,06 |
| 2016    | Halowe mistrzostwa świata   | Portland       | 6. H    | bieg na 60 m przez płotki  | 8,18  |
| 2016    | Letnie igrzyska olimpijskie | Rio de Janeiro | 4. H    | bieg na 100 m przez płotki | 13,03 |
| Źródło: |                             |                |         |                            |       |

## Rekordy życiowe
- bieg na 100 m przez płotki – 12,72 (1 października 2014, Inczon)
- sztafeta 4 × 100 m – 44,43 (11 września 2013, Shenyang)

Halowe
- bieg na 60 m przez płotki – 8,02 (15 lutego 2014, Hangzhou)

Źródło: 